# Ribocim
Ribocím je ribonukleinska kislina (RNA) s katalitično aktivnostjo. Za ribonukleinske kisline so dolgo časa menili, da imajo podobno kakor deoksiribonukleinske kisline (DNA) samo vlogo dedne snovi, vendar je delo Thomasa Cecha in Sidneya Altmana razkrilo, da imajo nekatere RNA obenem tudi katalitično aktivnost, kar je bilo prej izključno domena beljakovinskih encimov. Za svoje delo sta Cech in Altman leta 1989 prejela Nobelovo nagrado za kemijo. Odkritje je pomembno prispevalo k t. i. hipotezi o RNA svetu, obdobju v geološki preteklosti, ko je RNA imela nalogo tako shranjevanja informacij kot tudi katalize bioloških reakcij. RNA naj bi bila tako predhodnik vseh življenjskih oblik na svetu.
Glavna tipa reakcij, ki jih katalizirajo ribocimi, sta transesterifikacija in hidroliza fosfodiesterskih vezi. Substrat ribocimov je pogosto RNA, ki je lahko tudi del samega ribocima. Obstaja mnogo različnih ribocimov. Najbolj znani so ribosomi, ki delujejo kot peptidiltransferaza in tako katalizirajo povezovanje aminokislin. Ostali dobro raziskani ribocimi so samoizrezujoči katalitični introni skupine I, ribonukleaza P in ribocim tipa hammerhead. Po velikosti so ribocimi različni: introni skupine I so sestavljeni tudi iz več kot 400 nukleotidov, medtem ko je ribocim tipa hammerhead sestavljen le iz 41 nukleotidov. Ribonukleaza P je sestavljena iz 377 nukleotidov ter iz beljakovinske komponente z molekulsko maso okoli 17.500 Da. Katalitična aktivnost intronov skupine I v splošnem sledi Michaelis-Mentenovi kinetiki, ki je prilagojena ribocimom; specifična konstanta kkat/KM ribocima L-19 IVS, ki je merilo za učinkovitost pretvorbe substrata v produkt, znaša 103 M-1s-1, kar je sicer dosti nižje od mnogo encimov.
Ribocimi so predmet intenzivnih raziskav zdravljenja okužb z nekaterimi virusi, kot sta HIV in hepatitis C.